# Rainer Noltenius
Rainer Noltenius (* 16. Dezember 1938 in Erfurt) ist ein deutscher Literatur- und Kunsthistoriker. Er war von 1984 bis 2008 Professor an der Universität Dortmund und von 1979 bis 2003 Leiter des Fritz-Hüser-Instituts für Literatur und Kultur der Arbeitswelt.

## Leben
Rainer Noltenius wuchs in Bremen auf. Sein Vater Jan Noltenius (1907–1981) war Architekt, seine Mutter Hella Noltenius, geb. Bruns, spätere Ströver (1917–2005) Bibliothekarin. Die Schulausbildung schloss er 1959 mit dem Abitur ab. Danach studierte er bis 1966 Germanistik, Geschichte und Kunstgeschichte an den Universitäten Göttingen, München, Zürich und Mainz mit den Abschlüssen für das Staatsexamen Lehramt an Gymnasien. 1968 promovierte mit der Dissertation über Hofmannsthal, Schnitzler und Schröder – Möglichkeiten und Grenzen des modernen Aphorismus und erhielt dafür den Johannes-Gutenberg-Preis der Universität Mainz verliehen. Nach einem halbjährigen Referendariat an einer Bremer Schule war er von 1969 bis 1978 wissenschaftlicher Assistent an der Universität Freiburg. Dort wurde er 1980 habilitiert. Seine Habilitationsschrift wurde unter dem Titel „Dichterfeiern in Deutschland. Rezeptionsgeschichte als Sozialgeschichte“ veröffentlicht. Mit diesem Buch begründete er eine neue Entwicklungsstufe der Rezeptionsforschung, auf der mit soziologischen, psychologischen und kommunikationswissenschaftlichen Methoden die Rezeption von Lesern unterschiedlichster Lebensgeschichten und sozialer Herkunft erforscht wird: Wer versteht was wie und warum? Fortgeführt wurde diese Forschung in „Alltag, Traum und Utopie. Lesegeschichten – Lebensgeschichten“, 1989, 2. Aufl. 2002.
Von 1979 bis 2003 war er Leiter des Fritz-Hüser-Instituts für Literatur und Kultur der Arbeitswelt und hat in dieser Zeit 26 Monographien und zahlreiche sonstige Publikationen veröffentlicht. Noltenius initiierte Ausstellungen in 149 Städten Europas, Asiens und Amerikas zur Geschichte der Literatur und Kultur der Arbeitswelt vom 19. bis 21. Jahrhundert in deutscher, englischer, französischer und Esperanto Sprache. Dadurch gelang es, dass das Fritz-Hüser-Institut als wichtigste Institution für die Sammlung und Erforschung der Kultur- und Literaturgeschichte arbeitender Menschen anerkannt wurde.
Seit 1984 war er Privatdozent an der Universität Dortmund, dann Professor. Er führte Lehrveranstaltungen zur Geschichte des Theaters, zur Rezeption von Literatur und Medien sowie zur Literaturgeschichte, insbesondere zu Robert Musil, Bertolt Brecht und der Dortmunder Gruppe 61, durch.
Er war von 1985 bis 2003 Mitglied des Direktoriums der Bibliotheken der Stadt Dortmund, von 1987 bis 1998 Mitglied im Ausschuss für Literaturgeschichte der Historischen Kommission Westfalens in Münster, seit 1998 Vorstandsmitglied der dann selbstständigen Literaturkommission für Westfalen und von 1988 bis 2014 Vorstandsmitglied der Fritz Hüser-Gesellschaft.
Bedeutende Vorfahren: Wilhelm von Bode, Generaldirektor der Berliner Museen (1845–1929) und Viktor Bruns (1884–1943) Begründer des Kaiser-Wilhelm-Instituts (heute: Max-Planck-Instituts) für ausländisches öffentliches Recht und Völkerrecht (1924–1942), sowie dessen Frau die Biografin Marie Bruns-Bode (1885–1952). Er ist Großneffe von Elisabeth Noltenius. Er lebt in Bremen.
Rainer Noltenius war mit Silvia, geb. Kowalski, und ist mit Kirsten, geb. Bung, verheiratet. Er hat zwei Töchter: Marie-Lisa Noltenius (* 1987), Bildarchivarin und Fotografin, und Lou Noltenius (* 1990), Künstlerin und Begründerin der Künstlergruppe „Artists for Human Dignity“.

## Veröffentlichungen (Auswahl)
- Dichtung, Fest und Alltag – Zur Psychologie und Soziologie des Lesens, Herder Verlag, Freiburg 2025, ISBN 978-3-534-64212-0
- Hrsg.: Mit einem Mann möcht ich nicht tauschen – Ein Zeitgemälde in Tagebüchern und Briefen der Marie Bruns-Bode (1885–1952). Gebrüder Mann Verlag, Berlin 2020, ISBN 978-3-7861-7504-9.
- Hrsg.: Elisabeth Noltenius – Sehnsucht nach dem vollen ganzen Leben. Ausstellungskatalog. Temmen, Bremen 2013, ISBN 978-3-8378-1041-7.
- Hrsg.: Literatur und Kultur der Arbeitswelt – Inventar zu Archiv und Bibliothek des Fritz-Hüser-Instituts. De Gruyter, Berlin/Boston 2005, ISBN 978-3-11-097042-5.
- Hrsg.: Bertolt Brecht und Hans Tombrock – eine Künstlerfreundschaft im skandinavischen Exil. Klartext Verlag, Essen 2004, (Ausstellungskataloge Bd. 11), ISBN 3-89861-286-4. Übersetzung ins Schwedische: Brecht och Tombrock. Stockholm 2005, OCLC 780118797.
- Hrsg.: Gibt es ein Leben ohne Arbeit? Arbeitslosigkeit in Kunst und Medien – Mangel und Hoffnung. Klartext-Verlag, 2. Aufl., Essen 2001, (Ausstellungskataloge Bd. 11), ISBN 3-88474-813-0.
- Hrsg.: Illustrierte Geschichte der Arbeiterchöre. Klartext-Verlag, Essen 1992, (Ausstellungskataloge Bd. 8), ISBN 3-88474-007-5.
- Hrsg.: Alltag, Traum und Utopie Lesegeschichten – Lebensgeschichten. Klartext-Verlag, 3. Aufl., Essen 2002, (Ausstellungskataloge Bd. 7), ISBN 3-88474-602-2.
- Fritz-Hüser-Institut für Arbeiterliteratur und das zeitgenössische literarische Leben. Sonderdruck aus Von Büchern und Bibliotheken in Dortmund, Stadt Dortmund, 1982, ISBN 3-7932-4061-4.
- Schriften des Fritz Hüser-Instituts – Forschungen, Bd. 1–13, 1984–2003
- Projektstudium, Projektunterricht – Germanistik und Deutschunterricht als Handlungsforschung, Arbeitsgemeinschaft für Hochschuldidaktik. Hamburg 1977.
- Dichterfeiern in Deutschland. Rezeptionsgeschichte als Sozialgeschichte am Beispiel der Schiller- u. Freiligrath-Feiern. Fink Verlag, München 1984, ISBN 3-7705-2100-5.
- Hofmannsthal, Schröder, Schnitzler – Möglichkeiten und Grenzen des modernen Aphorismus. Metzler, Stuttgart 1969.
- Europas einziges Literaturarchiv der industriellen Arbeitswelt. In: Literaturstraße. Chinesisch-deutsches Jahrbuch für Sprache, Literatur und Kultur Bd. 1 (2000), Peking 2000, S. 43–60.
- Rezeption, Phantasie und Sprache beim kindlichen Märchen-Erzählen. In: Muttersprache. Zeitschrift für Pflege und Erforschung der deutschen Sprache 101 (1991), Nr. 4, S. 326–337.
- Zur Sozialpsychologie der Rezeption von Literatur. Schiller 1859 in Deutschland. Der Dichter als Führer und Heiland. In: Psyche. Zeitschrift für Psychoanalyse und ihre Anwendungen 39 (1985), S. 592–616